# Monument aux morts de Juillan
Le monument aux morts de Juillan (Hautes-Pyrénées, France) est consacré aux soldats de la commune morts lors des conflits du XXe siècle.

## Situation
Le Monument aux morts de Juillan est situé sur la place Verdun devant la mairie depuis 2020.

## Historique
Le 14 février 1920 le Conseil municipal décide de construire un monument aux morts pour un montant estimé à 8 000 francs, une commission étant chargée de la réalisation du projet.
Le vote de crédits supplémentaires, 2 000 francs le 18 septembre 1920 et 3 473 francs le 2 octobre 1921 portera le coût du monument à 13 473 francs, dont 1 823 francs pour la seule inauguration.

## Description
La sculpture est l'œuvre de Henri Borde, né en 1888 à Bagnères-de-Bigorre et décédé à Tarbes en 1958.
Le monument  se compose de la figure d’une femme, en son centre coiffée du capulet bigourdan, aussi nommé « capuchou ».
Les noms des morts de la guerre 14-18 et de la guerre 39-45 sont gravés sur une plaque posée d’un côté de la statue.
L’inscription principale est : SOUVENONS-NOUS.

## Galerie

Sélection de vues du monument aux morts municipal.
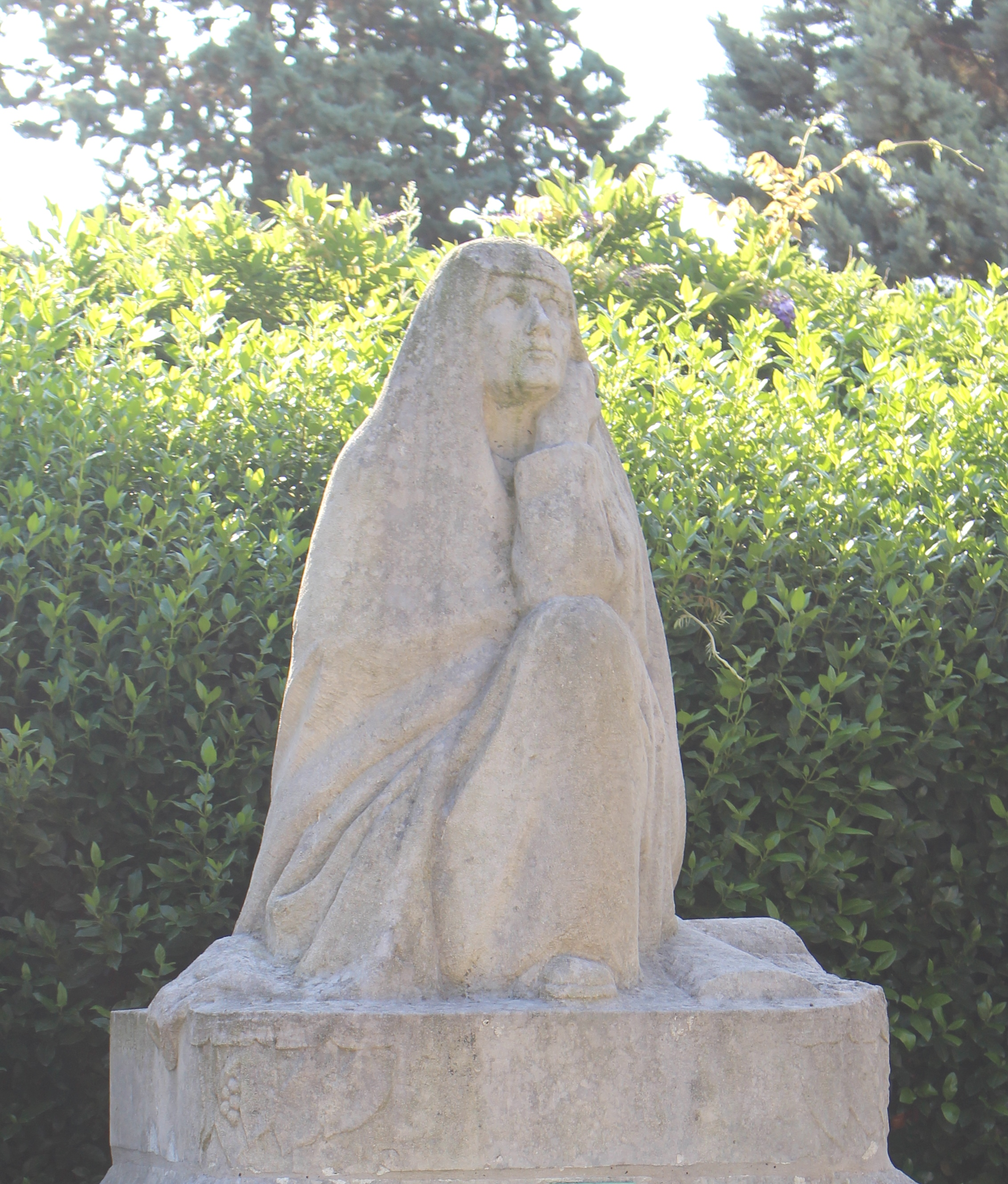
La sculpture.
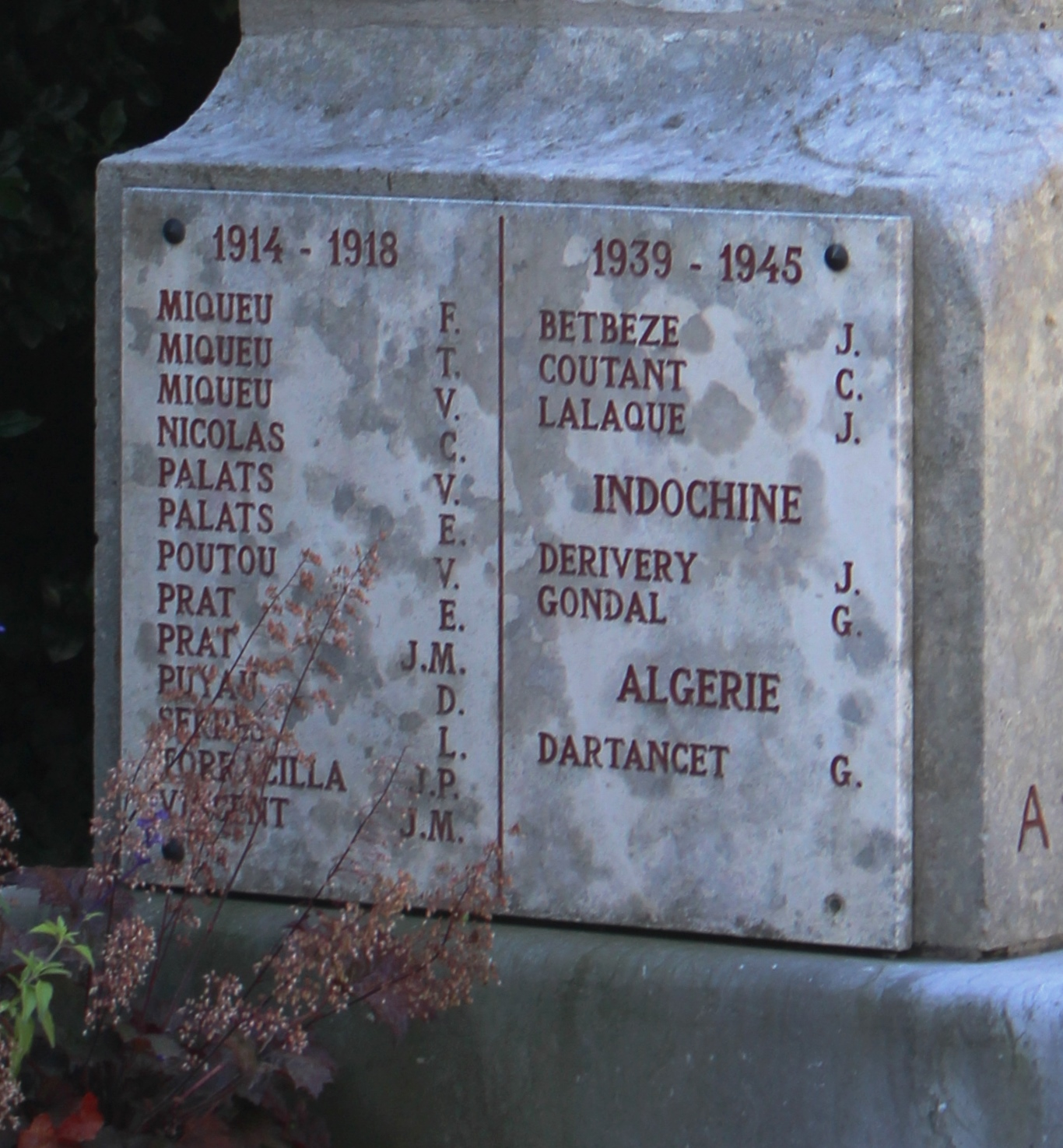
Les inscriptions.
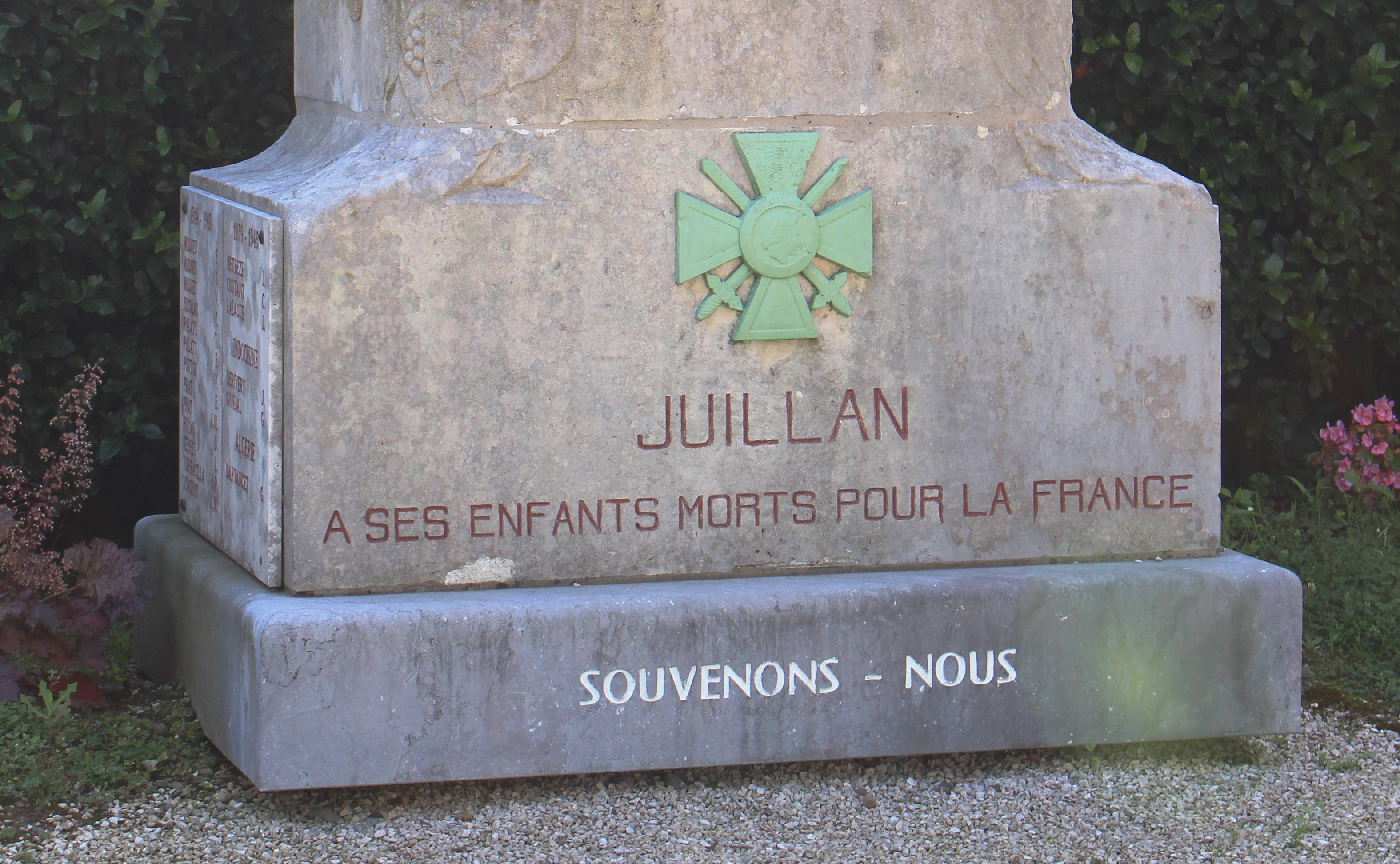